# 2000-es férfi kézilabda-Európa-bajnokság
A 2000-es férfi kézilabda-Európa-bajnokságot Horvátország rendezte január 21. és 30. között. Zágráb és Fiume adott otthont a mérkőzéseknek. A tornát a címvédő Svédország nyerte.

## Lebonyolítás
A 12 csapatot 2 darab, 6 csapatos csoportba sorsolták. A csoportokban körmérkőzések döntötték el a csoportok végeredményét. A csoportokból az első két helyezett jutott tovább az elődöntőbe. A harmadik, negyedik, ötödik és hatodik helyezettek a további helyosztó mérkőzéseken játszhattak.

## Csoportkör
Az időpontok helyi idő szerint (UTC+1) értendők.

### A csoport
| Hely. | Csapat           | M | Gy | D | V | G+  | G–  | Gk  | P | Továbbjutás |
| ----- | ---------------- | - | -- | - | - | --- | --- | --- | - | ----------- |
| 1.    | Franciaország    | 5 | 4  | 1 | 0 | 127 | 110 | +17 | 9 | Elődöntők   |
| 2.    | Spanyolország    | 5 | 4  | 0 | 1 | 128 | 120 | +8  | 8 | Elődöntők   |
| 3.    | Horvátország (R) | 5 | 3  | 1 | 1 | 122 | 114 | +8  | 7 | 5. helyért  |
| 4.    | Norvégia         | 5 | 1  | 1 | 3 | 106 | 114 | −8  | 3 | 7. helyért  |
| 5.    | Németország      | 5 | 0  | 2 | 3 | 110 | 119 | −9  | 2 | 9. helyért  |
| 6.    | Ukrajna          | 5 | 0  | 1 | 4 | 104 | 120 | −16 | 1 | 11. helyért |

| 2000. január 21. 16:30 | Franciaország | 24–21       | Norvégia | Dom Sportova, Zágráb Nézőszám: 1500 Játékvezetők: Litvinov, Khudoerko (RUS) |
| 2000. január 21. 16:30 | Gille 6       | (14–12)     | Berge 6  | Dom Sportova, Zágráb Nézőszám: 1500 Játékvezetők: Litvinov, Khudoerko (RUS) |
| 2000. január 21. 16:30 | 4× 4×         | Jegyzőkönyv | 6× 2×    | Dom Sportova, Zágráb Nézőszám: 1500 Játékvezetők: Litvinov, Khudoerko (RUS) |

| 2000. január 21. 18:30 | Németország | 24–24       | Ukrajna   | Dom Sportova, Zágráb Nézőszám: 2500 Játékvezetők: Boye, Jensen (DEN) |
| 2000. január 21. 18:30 | Baur 8      | (14–11)     | Velyky 12 | Dom Sportova, Zágráb Nézőszám: 2500 Játékvezetők: Boye, Jensen (DEN) |
| 2000. január 21. 18:30 | 4× 4×       | Jegyzőkönyv | 3× 3×     | Dom Sportova, Zágráb Nézőszám: 2500 Játékvezetők: Boye, Jensen (DEN) |

| 2000. január 21. 21:00 | Spanyolország | 27–22       | Horvátország | Dom Sportova, Zágráb Nézőszám: 10 000 Játékvezetők: Hansson, Olsson (SWE) |
| 2000. január 21. 21:00 | Guijosa 6     | (16–11)     | Smajlagić 6  | Dom Sportova, Zágráb Nézőszám: 10 000 Játékvezetők: Hansson, Olsson (SWE) |
| 2000. január 21. 21:00 | 5× 3×         | Jegyzőkönyv | 4× 2×        | Dom Sportova, Zágráb Nézőszám: 10 000 Játékvezetők: Hansson, Olsson (SWE) |

| 2000. január 22. 17:00 | Norvégia           | 21–25       | Spanyolország        | Dom Sportova, Zágráb Nézőszám: 1600 Játékvezetők: Pendić, Majstorović (FRY) |
| 2000. január 22. 17:00 | Ellingsen, Penne 5 | (9–13)      | Dujshevaev, Xepkin 7 | Dom Sportova, Zágráb Nézőszám: 1600 Játékvezetők: Pendić, Majstorović (FRY) |
| 2000. január 22. 17:00 | 3× 2×              | Jegyzőkönyv | 6× 3×                | Dom Sportova, Zágráb Nézőszám: 1600 Játékvezetők: Pendić, Majstorović (FRY) |

| 2000. január 22. 19:00 | Horvátország | 21–20       | Németország   | Dom Sportova, Zágráb Nézőszám: 9500 Játékvezetők: Migas, Bavas (GRE) |
| 2000. január 22. 19:00 | Saračević 7  | (11–12)     | Kretzschmar 7 | Dom Sportova, Zágráb Nézőszám: 9500 Játékvezetők: Migas, Bavas (GRE) |
| 2000. január 22. 19:00 | 3× 4×        | Jegyzőkönyv | 4× 3×         | Dom Sportova, Zágráb Nézőszám: 9500 Játékvezetők: Migas, Bavas (GRE) |

| 2000. január 22. 21:00 | Ukrajna  | 22–24       | Franciaország | Dom Sportova, Zágráb Nézőszám: 1000 Játékvezetők: Nachevski, Nachevski (MKD) |
| 2000. január 22. 21:00 | Velyky 8 | (9–12)      | Cazal 8       | Dom Sportova, Zágráb Nézőszám: 1000 Játékvezetők: Nachevski, Nachevski (MKD) |
| 2000. január 22. 21:00 | 3× 3×    | Jegyzőkönyv | 4× 3×         | Dom Sportova, Zágráb Nézőszám: 1000 Játékvezetők: Nachevski, Nachevski (MKD) |

| 2000. január 23. 17:00 | Spanyolország | 27–24       | Ukrajna   | Dom Sportova, Zágráb Nézőszám: 1000 Játékvezetők: Boye, Jensen (DEN) |
| 2000. január 23. 17:00 | Guijosa 7     | (17–11)     | Velyky 10 | Dom Sportova, Zágráb Nézőszám: 1000 Játékvezetők: Boye, Jensen (DEN) |
| 2000. január 23. 17:00 | 1× 3×         | Jegyzőkönyv | 4× 3×     | Dom Sportova, Zágráb Nézőszám: 1000 Játékvezetők: Boye, Jensen (DEN) |

| 2000. január 23. 19:00 | Németország   | 19–25       | Franciaország | Dom Sportova, Zágráb Nézőszám: 5000 Játékvezetők: Litvinov, Khudoerko (RUS) |
| 2000. január 23. 19:00 | Kretzschmar 6 | (9–15)      | Richardson 8  | Dom Sportova, Zágráb Nézőszám: 5000 Játékvezetők: Litvinov, Khudoerko (RUS) |
| 2000. január 23. 19:00 | 4× 3× 1×      | Jegyzőkönyv | 3× 3×         | Dom Sportova, Zágráb Nézőszám: 5000 Játékvezetők: Litvinov, Khudoerko (RUS) |

| 2000. január 23. 21:00 | Horvátország | 27–23       | Norvégia         | Dom Sportova, Zágráb Nézőszám: 9500 Játékvezetők: Nachevski, Nachevski (MKD) |
| 2000. január 23. 21:00 | Bilić 8      | (15–10)     | Oustorp, Penne 5 | Dom Sportova, Zágráb Nézőszám: 9500 Játékvezetők: Nachevski, Nachevski (MKD) |
| 2000. január 23. 21:00 | 10× 3× 1×    | Jegyzőkönyv | 3× 4×            | Dom Sportova, Zágráb Nézőszám: 9500 Játékvezetők: Nachevski, Nachevski (MKD) |

| 2000. január 25. 17:00 | Franciaország | 28–22       | Spanyolország | Dvorana Mladosti, Fiume Nézőszám: 2000 Játékvezetők: Hansson, Olsson (SWE) |
| 2000. január 25. 17:00 | Cazal 8       | (16–12)     | Masip 9       | Dvorana Mladosti, Fiume Nézőszám: 2000 Játékvezetők: Hansson, Olsson (SWE) |
| 2000. január 25. 17:00 | 5× 3×         | Jegyzőkönyv | 3× 2×         | Dvorana Mladosti, Fiume Nézőszám: 2000 Játékvezetők: Hansson, Olsson (SWE) |

| 2000. január 25. 19:00 | Németország | 22–22       | Norvégia | Dvorana Mladosti, Fiume Nézőszám: 2000 Játékvezetők: Pendić, Majstorović (FRY) |
| 2000. január 25. 19:00 | Roos 11     | (11–10)     | Jensen 7 | Dvorana Mladosti, Fiume Nézőszám: 2000 Játékvezetők: Pendić, Majstorović (FRY) |
| 2000. január 25. 19:00 | 6× 3×       | Jegyzőkönyv | 2× 2×    | Dvorana Mladosti, Fiume Nézőszám: 2000 Játékvezetők: Pendić, Majstorović (FRY) |

| 2000. január 25. 21:00 | Ukrajna | 18–26       | Horvátország | Dvorana Mladosti, Fiume Nézőszám: 3000 Játékvezetők: Klúcsó, Lekrinszki (HUN) |
| 2000. január 25. 21:00 | Nat 5   | (9–13)      | Saračević 8  | Dvorana Mladosti, Fiume Nézőszám: 3000 Játékvezetők: Klúcsó, Lekrinszki (HUN) |
| 2000. január 25. 21:00 | 3× 2×   | Jegyzőkönyv | 3× 3×        | Dvorana Mladosti, Fiume Nézőszám: 3000 Játékvezetők: Klúcsó, Lekrinszki (HUN) |

| 2000. január 26. 17:00 | Norvégia | 19–16       | Ukrajna        | Dvorana Mladosti, Fiume Nézőszám: 700 Játékvezetők: Migas, Bavas (GRE) |
| 2000. január 26. 17:00 | Rasch 6  | (12–7)      | négy játékos 3 | Dvorana Mladosti, Fiume Nézőszám: 700 Játékvezetők: Migas, Bavas (GRE) |
| 2000. január 26. 17:00 | 5× 3×    | Jegyzőkönyv | 3× 3×          | Dvorana Mladosti, Fiume Nézőszám: 700 Játékvezetők: Migas, Bavas (GRE) |

| 2000. január 26. 19:00 | Spanyolország    | 27–25       | Németország  | Dvorana Mladosti, Fiume Nézőszám: 3000 Játékvezetők: Boye, Jensen (DEN) |
| 2000. január 26. 19:00 | Guijosa, Masip 6 | (12–9)      | Baur, Roos 6 | Dvorana Mladosti, Fiume Nézőszám: 3000 Játékvezetők: Boye, Jensen (DEN) |
| 2000. január 26. 19:00 | 2× 4×            | Jegyzőkönyv | 4× 3×        | Dvorana Mladosti, Fiume Nézőszám: 3000 Játékvezetők: Boye, Jensen (DEN) |

| 2000. január 26. 21:00 | Horvátország | 26–26       | Franciaország | Dvorana Mladosti, Fiume Nézőszám: 3500 Játékvezetők: Bülow, Lübker (GER) |
| 2000. január 26. 21:00 | Cazal 8      | (12–11)     | Kljaić 6      | Dvorana Mladosti, Fiume Nézőszám: 3500 Játékvezetők: Bülow, Lübker (GER) |
| 2000. január 26. 21:00 | 7× 4×        | Jegyzőkönyv | 4× 2×         | Dvorana Mladosti, Fiume Nézőszám: 3500 Játékvezetők: Bülow, Lübker (GER) |

### B csoport
| Hely. | Csapat      | M | Gy | D | V | G+  | G–  | Gk  | P  | Továbbjutás |
| ----- | ----------- | - | -- | - | - | --- | --- | --- | -- | ----------- |
| 1.    | Svédország  | 5 | 5  | 0 | 0 | 143 | 115 | +28 | 10 | Elődöntők   |
| 2.    | Oroszország | 5 | 4  | 0 | 1 | 128 | 120 | +8  | 8  | Elődöntők   |
| 3.    | Szlovénia   | 5 | 2  | 0 | 3 | 129 | 131 | −2  | 4  | 5. helyért  |
| 4.    | Portugália  | 5 | 2  | 0 | 3 | 123 | 133 | −10 | 4  | 7. helyért  |
| 5.    | Dánia       | 5 | 2  | 0 | 3 | 126 | 134 | −8  | 4  | 9. helyért  |
| 6.    | Izland      | 5 | 0  | 0 | 5 | 121 | 137 | −16 | 0  | 11. helyért |

1. 1 2 3  Szlovénia 2 Pont, +3 Gk; Portugália 2 Pont, –1 Gk; Denmark 2 Pont, –2 Gk

| 2000. január 21. 17:00 | Svédország | 31–23       | Izland      | Dvorana Mladosti, Fiume Nézőszám: 1200 Játékvezetők: Klúcsó, Lekrinszki (HUN) |
| 2000. január 21. 17:00 | Lövgren 7  | (18–10)     | Bjarnason 5 | Dvorana Mladosti, Fiume Nézőszám: 1200 Játékvezetők: Klúcsó, Lekrinszki (HUN) |
| 2000. január 21. 17:00 | 4× 3×      | Jegyzőkönyv | 8× 3×       | Dvorana Mladosti, Fiume Nézőszám: 1200 Játékvezetők: Klúcsó, Lekrinszki (HUN) |

| 2000. január 21. 19:00 | Portugália | 28–27       | Szlovénia | Dvorana Mladosti, Fiume Nézőszám: 2000 Játékvezetők: Bülow, Lübker (GER) |
| 2000. január 21. 19:00 | Coelho 6   | (12–12)     | Lubej 8   | Dvorana Mladosti, Fiume Nézőszám: 2000 Játékvezetők: Bülow, Lübker (GER) |
| 2000. január 21. 19:00 | 7× 3× 1×   | Jegyzőkönyv | 2× 3×     | Dvorana Mladosti, Fiume Nézőszám: 2000 Játékvezetők: Bülow, Lübker (GER) |

| 2000. január 21. 21:00 | Oroszország     | 27–26       | Dánia      | Dvorana Mladosti, Fiume Nézőszám: 1000 Játékvezetők: Gallego, Lamas (ESP) |
| 2000. január 21. 21:00 | három játékos 5 | (11–14)     | Jacobsen 6 | Dvorana Mladosti, Fiume Nézőszám: 1000 Játékvezetők: Gallego, Lamas (ESP) |
| 2000. január 21. 21:00 | 2× 3×           | Jegyzőkönyv | 3× 3×      | Dvorana Mladosti, Fiume Nézőszám: 1000 Játékvezetők: Gallego, Lamas (ESP) |

| 2000. január 22. 17:00 | Szlovénia  | 23–27       | Oroszország | Dvorana Mladosti, Fiume Nézőszám: 2500 Játékvezetők: Garcia, Moreno (FRA) |
| 2000. január 22. 17:00 | Pajovič 10 | (12–16)     | Koksharov 7 | Dvorana Mladosti, Fiume Nézőszám: 2500 Játékvezetők: Garcia, Moreno (FRA) |
| 2000. január 22. 17:00 | 4× 3×      | Jegyzőkönyv | 5× 3×       | Dvorana Mladosti, Fiume Nézőszám: 2500 Játékvezetők: Garcia, Moreno (FRA) |

| 2000. január 22. 19:00 | Izland     | 25–28       | Portugália | Dvorana Mladosti, Fiume Nézőszám: 1200 Játékvezetők: Gallego, Lamas (ESP) |
| 2000. január 22. 19:00 | Grímsson 9 | (13–14)     | Resende 10 | Dvorana Mladosti, Fiume Nézőszám: 1200 Játékvezetők: Gallego, Lamas (ESP) |
| 2000. január 22. 19:00 | 7× 3× 1×   | Jegyzőkönyv | 4× 3×      | Dvorana Mladosti, Fiume Nézőszám: 1200 Játékvezetők: Gallego, Lamas (ESP) |

| 2000. január 22. 21:00 | Dánia                    | 22–29       | Svédország | Dvorana Mladosti, Fiume Nézőszám: 1200 Játékvezetők: Bülow, Lübker (GER) |
| 2000. január 22. 21:00 | Christiansen, Jeppesen 5 | (10–16)     | Lövgren 10 | Dvorana Mladosti, Fiume Nézőszám: 1200 Játékvezetők: Bülow, Lübker (GER) |
| 2000. január 22. 21:00 | 5× 3×                    | Jegyzőkönyv | 3× 3×      | Dvorana Mladosti, Fiume Nézőszám: 1200 Játékvezetők: Bülow, Lübker (GER) |

| 2000. január 23. 17:00 | Svédország  | 29–21       | Portugália | Dvorana Mladosti, Fiume Nézőszám: 1500 Játékvezetők: Migas, Bavas (GRE) |
| 2000. január 23. 17:00 | Petersson 7 | (15–9)      | Resende 6  | Dvorana Mladosti, Fiume Nézőszám: 1500 Játékvezetők: Migas, Bavas (GRE) |
| 2000. január 23. 17:00 | 2× 3×       | Jegyzőkönyv | 5× 4× 1×   | Dvorana Mladosti, Fiume Nézőszám: 1500 Játékvezetők: Migas, Bavas (GRE) |

| 2000. január 23. 19:00 | Oroszország | 25–23       | Izland     | Dvorana Mladosti, Fiume Nézőszám: 1200 Játékvezetők: Pendić, Majstorović (FRY) |
| 2000. január 23. 19:00 | Filippov 6  | (15–14)     | Grímsson 6 | Dvorana Mladosti, Fiume Nézőszám: 1200 Játékvezetők: Pendić, Majstorović (FRY) |
| 2000. január 23. 19:00 | 3× 3×       | Jegyzőkönyv | 3× 4×      | Dvorana Mladosti, Fiume Nézőszám: 1200 Játékvezetők: Pendić, Majstorović (FRY) |

| 2000. január 23. 21:00 | Dánia       | 24–28       | Szlovénia | Dvorana Mladosti, Fiume Nézőszám: 2000 Játékvezetők: Klúcsó, Lekrinszki (HUN) |
| 2000. január 23. 21:00 | Jacobsen 11 | (9–13)      | Šerbec 6  | Dvorana Mladosti, Fiume Nézőszám: 2000 Játékvezetők: Klúcsó, Lekrinszki (HUN) |
| 2000. január 23. 21:00 | 4× 3×       | Jegyzőkönyv | 9× 2×     | Dvorana Mladosti, Fiume Nézőszám: 2000 Játékvezetők: Klúcsó, Lekrinszki (HUN) |

| 2000. január 25. 17:00 | Svédország  | 26–24       | Szlovénia | Dom Sportova, Zágráb Nézőszám: 4000 Játékvezetők: Gallego, Lamas (ESP) |
| 2000. január 25. 17:00 | Wislander 7 | (11–12)     | Pajovič 5 | Dom Sportova, Zágráb Nézőszám: 4000 Játékvezetők: Gallego, Lamas (ESP) |
| 2000. január 25. 17:00 | 3× 3×       | Jegyzőkönyv | 3×        | Dom Sportova, Zágráb Nézőszám: 4000 Játékvezetők: Gallego, Lamas (ESP) |

| 2000. január 25. 19:00 | Portugália | 20–24       | Oroszország                 | Dom Sportova, Zágráb Játékvezetők: Nachevski, Nachevski (MKD) |
| 2000. január 25. 19:00 | Resende 8  | (13–11)     | Krivoshlykov, Kulinchenko 6 | Dom Sportova, Zágráb Játékvezetők: Nachevski, Nachevski (MKD) |
| 2000. január 25. 19:00 | 2× 3×      | Jegyzőkönyv | 2× 3×                       | Dom Sportova, Zágráb Játékvezetők: Nachevski, Nachevski (MKD) |

| 2000. január 25. 21:00 | Izland     | 24–26       | Dánia    | Dom Sportova, Zágráb Nézőszám: 800 Játékvezetők: Garcia, Moreno (FRA) |
| 2000. január 25. 21:00 | Grímsson 6 | (14–13)     | Bjerre 6 | Dom Sportova, Zágráb Nézőszám: 800 Játékvezetők: Garcia, Moreno (FRA) |
| 2000. január 25. 21:00 | 4× 3×      | Jegyzőkönyv | 3× 3×    | Dom Sportova, Zágráb Nézőszám: 800 Játékvezetők: Garcia, Moreno (FRA) |

| 2000. január 26. 17:00 | Szlovénia          | 27–26       | Izland     | Dom Sportova, Zágráb Nézőszám: 2400 Játékvezetők: Litvinov, Khudoerko (RUS) |
| 2000. január 26. 17:00 | Kastelic, Šerbec 5 | (17–12)     | Grímsson 7 | Dom Sportova, Zágráb Nézőszám: 2400 Játékvezetők: Litvinov, Khudoerko (RUS) |
| 2000. január 26. 17:00 | 3× 4×              | Jegyzőkönyv | 4× 4×      | Dom Sportova, Zágráb Nézőszám: 2400 Játékvezetők: Litvinov, Khudoerko (RUS) |

| 2000. január 26. 19:00 | Oroszország | 25–28       | Svédország  | Dom Sportova, Zágráb Nézőszám: 2000 Játékvezetők: Garcia, Moreno (FRA) |
| 2000. január 26. 19:00 | Filippov 10 | (15–14)     | Wislander 7 | Dom Sportova, Zágráb Nézőszám: 2000 Játékvezetők: Garcia, Moreno (FRA) |
| 2000. január 26. 19:00 | 3× 3×       | Jegyzőkönyv | 2× 4×       | Dom Sportova, Zágráb Nézőszám: 2000 Játékvezetők: Garcia, Moreno (FRA) |

| 2000. január 26. 21:00 | Portugália | 26–28       | Dánia      | Dom Sportova, Zágráb Nézőszám: 1500 Játékvezetők: Nachevski, Nachevski (MKD) |
| 2000. január 26. 21:00 | Resende 9  | (12–13)     | Jacobsen 6 | Dom Sportova, Zágráb Nézőszám: 1500 Játékvezetők: Nachevski, Nachevski (MKD) |
| 2000. január 26. 21:00 | 8× 3×      | Jegyzőkönyv | 3× 4×      | Dom Sportova, Zágráb Nézőszám: 1500 Játékvezetők: Nachevski, Nachevski (MKD) |

## Helyosztók

### A 11. helyért
| 2000. január 29. 15:00 | Ukrajna   | 25–26       | Izland     | Dvorana Mladosti, Fiume Nézőszám: 200 Játékvezetők: Pendić, Majstorović (FRY) |
| 2000. január 29. 15:00 | Velyky 11 | (12–13)     | Grímsson 9 | Dvorana Mladosti, Fiume Nézőszám: 200 Játékvezetők: Pendić, Majstorović (FRY) |
| 2000. január 29. 15:00 | 3× 2×     | Jegyzőkönyv | 4× 3×      | Dvorana Mladosti, Fiume Nézőszám: 200 Játékvezetők: Pendić, Majstorović (FRY) |

### A 9. helyért
| 2000. január 29. 17:30 | Németország | 19–17       | Dánia          | Dvorana Mladosti, Rijeka Nézőszám: 350 Játékvezetők: Klúcsó, Lekrinszki (HUN) |
| 2000. január 29. 17:30 | Roos 6      | (8–10)      | Christiansen 6 | Dvorana Mladosti, Rijeka Nézőszám: 350 Játékvezetők: Klúcsó, Lekrinszki (HUN) |
| 2000. január 29. 17:30 | 7× 2× 1×    | Jegyzőkönyv | 6× 3×          | Dvorana Mladosti, Rijeka Nézőszám: 350 Játékvezetők: Klúcsó, Lekrinszki (HUN) |

### A 7. helyért
| 2000. január 29. 20:00 | Norvégia        | 27–30 (h. u.)  | Portugália    | Dvorana Mladosti, Fiume Nézőszám: 100 Játékvezetők: Hansson, Olsson (SWE) |
| 2000. január 29. 20:00 | három játékos 5 | (10–14, 23–23) | Tchikoulaev 8 | Dvorana Mladosti, Fiume Nézőszám: 100 Játékvezetők: Hansson, Olsson (SWE) |
| 2000. január 29. 20:00 | 4× 2×           | Jegyzőkönyv    | 6× 2×         | Dvorana Mladosti, Fiume Nézőszám: 100 Játékvezetők: Hansson, Olsson (SWE) |

### Az 5. helyért
| 2000. január 29. 21:00 | Horvátország | 24–25       | Szlovénia       | Zágráb Nézőszám: 10 000 Játékvezetők: Garcia, Moreno (FRA) |
| 2000. január 29. 21:00 | Smajlagić 7  | (12–12)     | három játékos 6 | Zágráb Nézőszám: 10 000 Játékvezetők: Garcia, Moreno (FRA) |
| 2000. január 29. 21:00 | 6× 3×        | Jegyzőkönyv | 7× 3× 1×        | Zágráb Nézőszám: 10 000 Játékvezetők: Garcia, Moreno (FRA) |

## Egyenes kieséses szakasz

### Ágrajz
|  |               |               |            |               |    |             |             |       |
|  | Elődöntők     | Elődöntők     | Elődöntők  |               |    | Döntő       | Döntő       | Döntő |
|  | Elődöntők     | Elődöntők     | Elődöntők  |               |    | Döntő       | Döntő       | Döntő |
|  | január 29.    |               |            |               |    |             |             |       |
|  |               |               |            |               |    |             |             |       |
|  | Oroszország   | Oroszország   | 30         |               |    |             |             |       |
|  | Oroszország   | Oroszország   | 30         | január 30.    |    |             |             |       |
|  | Franciaország | Franciaország | 23         |               |    |             |             |       |
|  | Franciaország | Franciaország | 23         |               |    | Oroszország | Oroszország | 31    |
|  | január 29.    |               |            |               |    | Oroszország | Oroszország | 31    |
|  |               |               | Svédország | Svédország    | 32 |             |             |       |
|  | Svédország    | Svédország    | Svédország | Svédország    | 32 | 23          |             |       |
|  | Svédország    | Svédország    |            |               |    |             |             |       |
|  | Spanyolország | Spanyolország | 21         |               |    |             |             |       |
|  | Spanyolország | Spanyolország | 21         | Bronzmérkőzés |    |             |             |       |
|  |               |               |            |               |    |             |             |       |
|  | január 30.    |               |            |               |    |             |             |       |
|  |               |               |            |               |    |             |             |       |
|  | Spanyolország | Spanyolország | 24         |               |    |             |             |       |
|  | Spanyolország | Spanyolország | 24         |               |    |             |             |       |
|  | Franciaország | Franciaország | 23         |               |    |             |             |       |
|  | Franciaország | Franciaország | 23         |               |    |             |             |       |

### Elődöntők
| 2000. január 29. 15:00 | Franciaország | 23–30       | Oroszország | Dom Sportova, Zágráb Nézőszám: 3000 Játékvezetők: Nachevski, Nachevski (MKD) |
| 2000. január 29. 15:00 | Cazal 6       | (10–16)     | Koksharov 9 | Dom Sportova, Zágráb Nézőszám: 3000 Játékvezetők: Nachevski, Nachevski (MKD) |
| 2000. január 29. 15:00 | 2× 4×         | Jegyzőkönyv | 5× 3× 1×    | Dom Sportova, Zágráb Nézőszám: 3000 Játékvezetők: Nachevski, Nachevski (MKD) |

| 2000. január 29. 17:30 | Svédország           | 23–21       | Spanyolország | Dom Sportova, Zágráb Nézőszám: 7500 Játékvezetők: Bülow, Lübker (GER) |
| 2000. január 29. 17:30 | Vranjes, Wislander 6 | (11–12)     | Ortega 5      | Dom Sportova, Zágráb Nézőszám: 7500 Játékvezetők: Bülow, Lübker (GER) |
| 2000. január 29. 17:30 | 3× 3×                | Jegyzőkönyv | 4× 4×         | Dom Sportova, Zágráb Nézőszám: 7500 Játékvezetők: Bülow, Lübker (GER) |

### Bronzmérkőzés
| 2000. január 30. 15:00 | Spanyolország | 24–23       | Franciaország | Dom Sportova, Zágráb Nézőszám: 4000 Játékvezetők: Pendić, Majstorović (FRY) |
| 2000. január 30. 15:00 | Dujshebaev 7  | (13–12)     | Gille 6       | Dom Sportova, Zágráb Nézőszám: 4000 Játékvezetők: Pendić, Majstorović (FRY) |
| 2000. január 30. 15:00 | 3× 2×         | Jegyzőkönyv | 2× 3×         | Dom Sportova, Zágráb Nézőszám: 4000 Játékvezetők: Pendić, Majstorović (FRY) |

### Döntő
| 2000. január 30. 17:30 | Oroszország | 31–32 (h. u.)        | Svédország   | Dom Sportova, Zágráb Nézőszám: 7500 Játékvezetők: Migas, Bavas (GRE) |
| 2000. január 30. 17:30 | Filippov 6  | (15–9, 24–24, 27–27) | Wislander 10 | Dom Sportova, Zágráb Nézőszám: 7500 Játékvezetők: Migas, Bavas (GRE) |
| 2000. január 30. 17:30 | 2× 3×       | Jegyzőkönyv          | 4× 3×        | Dom Sportova, Zágráb Nézőszám: 7500 Játékvezetők: Migas, Bavas (GRE) |

| A 2000-es férfi kézilabda-Európa-bajnokság győztese |
| --------------------------------------------------- |
| · Svédország · 3. cím                               |

## Végeredmény
| Hely. | Csapat           | M | Gy | D | V | G+  | G–  | Gk  | P  |
| ----- | ---------------- | - | -- | - | - | --- | --- | --- | -- |
|       | Svédország       | 7 | 7  | 0 | 0 | 198 | 167 | +31 | 14 |
|       | Oroszország      | 7 | 5  | 0 | 2 | 189 | 175 | +14 | 10 |
|       | Spanyolország    | 7 | 5  | 0 | 2 | 173 | 166 | +7  | 10 |
| 4.    | Franciaország    | 7 | 4  | 1 | 2 | 173 | 164 | +9  | 9  |
|       |                  |   |    |   |   |     |     |     |    |
| 5.    | Szlovénia        | 6 | 3  | 0 | 3 | 154 | 155 | −1  | 6  |
| 6.    | Horvátország (R) | 6 | 3  | 1 | 2 | 146 | 139 | +7  | 7  |
| 7.    | Portugália       | 6 | 3  | 0 | 3 | 153 | 160 | −7  | 6  |
| 8.    | Norvégia         | 6 | 1  | 1 | 4 | 133 | 144 | −11 | 3  |
| 9.    | Németország      | 6 | 1  | 2 | 3 | 129 | 136 | −7  | 4  |
| 10.   | Dánia            | 6 | 2  | 0 | 4 | 143 | 153 | −10 | 4  |
| 11.   | Izland           | 6 | 1  | 0 | 5 | 147 | 162 | −15 | 2  |
| 12.   | Ukrajna          | 6 | 0  | 1 | 5 | 129 | 146 | −17 | 1  |